# Момент (Гегель)
Моменты в «Науке логики» Гегеля — неотделимые друг от друга противоположные движения в одном движении. Примером являются моменты становления «возникновение и прехождение».
Диалектический момент есть снятие конечными определениями самих себя и их переход в свою противоположность.